# Joseph Lemaire
Joseph Lemaire anomenat Joseph Darcier (París, 5 de març de 1819 - París, 21 de desembre de 1883) fou un cantant i compositor francès del romanticisme.
Començà a representar en els teatres dels voltants de París, després donà lliçons, i vers el 1847 adquirí molta celebritat cantant cançons polítiques en els concerts populars i en els cafès. En certa ocasió, cantant la famosa cançó del Pan, produí tant gran efecte en el públic, que des de llavors la policia prohibí el concerts.
Va escriure la música de les operetes:
- Les doublons de ma ceinture, Le roi de la Gaudriole, Pornic le Hibou, Ah! Le divorce, Adieu brunette, Carillon d'amour, Ce n'est pas assez, Le courrier, Le lion de Belfort, Ma Jeanne.

També deixà nombroses composicions que es feren populars.